# Grecki Autokefaliczny Kościół Prawosławny Ameryki i Kanady
Grecki Autokefaliczny Kościół Prawosławny Ameryki i Kanady (były egzarchat Patriarchatu Aleksandryjskiego w Stanach Zjednoczonych) − kościół chrześcijański.

## Historia
Kościół nosił wiele różnych nazw, przez co jego historia jest skomplikowana i nie do końca jasna. Jedynym stałym określeniem tej wspólnoty jest były egzarchat Patriarchatu Aleksandryjskiego w Stanach Zjednoczonych. Nazwa ta często jest używana przez sam Kościół. Za jego początek uważa się 1933 rok, kiedy duchowny Christofor (Kontageorgeos) ogłosił siebie egzarchą Patriarchatu Aleksandryjskiego. 10 lutego lub 25 sierpnia 1934 roku został on wyświęcony na biskupa hierarchii Amerykańskiego Prawosławnego Kościoła Katolickiego. Nie wiadomo, czy właśnie wtedy został mianowany egzarchą, lecz w latach 1947−1950 był uznawany za takowego przez Patriarchat Aleksandryjski, a jego jurysdykcja nazywała się Aleksandryjskim Greckim Prawosławnym Kościołem Katolickim w Stanach Zjednoczonych (ang. Alexandrian Greek Orthodox Catholic Church in the United States). Po śmierci Kontageorgeosa jurysdykcja prawdopodobnie uległa podziałowi. Część pozostała w jurysdykcji egzarchy aleksandryjskiego, druga część natomiast przekształciła się w niezależny nurt, tworząc grupę o nieokreślonej strukturze złożoną z niezależnych greckich wspólnot i biskupów. W 1983 roku jeden z biskupów − Dionizy (Makrogambrakis) został głową jurysdykcji. Kościół uznał, że 26 maja 1976 roku patriarcha Aleksandryjski Mikołaj VI nadał jurysdykcji autokefalię, a biskup Dionizy został jej pierwszym hierarchą. Kościół zaczął posługiwać się nazwą Grecki Autokefaliczny Kościół Prawosławny Ameryki i Kanady. W 1995 roku biskup Dionizy przeniósł swoją rezydencję do miasta Clearwater na Florydzie, gdzie założył monaster św. Jerzego. W połowie 2007 roku monastyr jeszcze funkcjonował.
Obecna sytuacja jurysdykcji jest niejasna. Maksymalnie do niedawna jeszcze pięć wspólnot określało siebie jako część byłego Egzarchatu Aleksandryjskiego (wśród nich czterech biskupów − Cyryl z miejscowości Lincoln w stanie Nebraska, Emmanuel z Montrealu w Kanadzie, a także bliżej nieokreśleni Bartłomiej i Antoni). Ich związki z historycznym egzarchatem i wzajemne relacje są nieznane. 28 kwietnia 2013 roku w skład Kościoła został przyjęty Ukraiński Bizantyjski Kościół Lokalny, stając się Egzarchatem Ukraińskim.
W październiku 2013 roku wyszły na jaw niektóre fakty z biografii arcybiskupa Piotra (Charosa), jego zaangażowanie w medycynę alternatywną, uzdrawianie itp. W konsekwencji 17 października Synod usunął go ze stanowiska przewodniczącego i zabronił mu służby. Arcybiskup Piotr decyzji nie przyjął i kontynuował służbę. Razem z nim pozostał biskup Joann z Brazylii. W 2014 roku zebrany Synod Kościoła potwierdził zwierzchnictwo metropolity Piotra, a odpowiedzialny za bunt biskup Prokop został usunięty ze wspólnoty Kościoła.

## Struktura
Przywódcy Kościoła noszą tytuł egzarchy, a od 1983 roku − priedstojatiela. Byli nimi:
- Christofor (Kontageorgeos) (1933-1950), biskup Pontikopiejski
- Dionizy (Makrogambrakis) (11 stycznia 1983 − 28 grudnia 2005)
- Piotr (Charos) (maj 2006 − 17 października 2013 i od 2014)[1]

### Episkopat
- Piotr (Charos), biskup Filadelfii (17 maja 2000 − maj 2006)
- Joann (Eloj Mendes Netto), biskup Katariny (Brazylia) i egzarcha Ameryki Łacińskiej (od 17 października 2013)
- Emmanuił (Silva), biskup Montrealu i egzarcha Kanady (od lat 90.)
- Meletij (Jannakopulos), metropolita Achai i Peloponezu
- Aleksander, metropolita Krety i Heraklionu (do 2014)
- Ewangelos (Kiricis), metropolita Awlidy i Ewii (do 2014)
- Władimir (Wilde), biskup Perejasławski i Bogusławski, egzarcha Ukrainy (od 28 kwietnia 2013)
- Prokop (Kanavas), biskup Adelajdy (11 sierpnia 2013 − 2014)
- Melchisedek (Butorin), biskup Teodozji (12 września − 21 września 2014)[1]